# Żelazny Most (zbiornik odpadów)

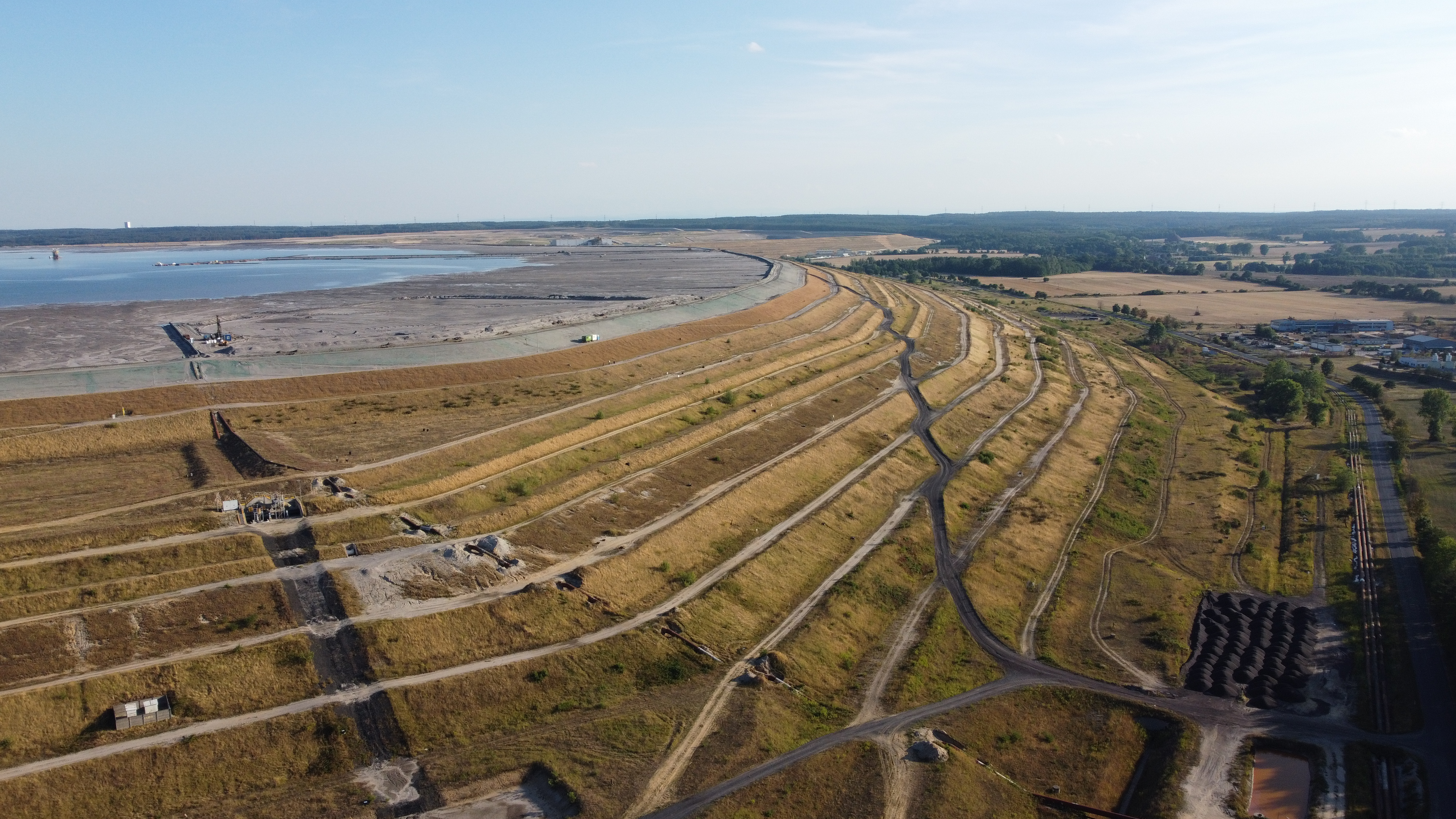
Widok na zbiornik od północy

Żelazny Most (pełna nazwa: Obiekt Unieszkodliwiania Odpadów Wydobywczych „Żelazny Most”) – największy w Europie zbiornik odpadów poflotacyjnych, należący do KGHM Polska Miedź. Obiekt ten jest integralnym elementem ciągu technologicznego produkcji miedzi. 

## Położenie geograficzne
Nazwa pochodzi od miejscowości, w pobliżu której jest położony. Usytuowany jest między miejscowościami Rudna, Polkowice, Lubin w Legnicko-Głogowskim Okręgu Miedziowym.

## Charakterystyka
Budowę zbiornika rozpoczęto w 1974 roku, a eksploatację (i równoczesną rozbudowę) od 12 lutego 1977 roku. Na jego potrzeby zalano trzy miejscowości: Barszów, Kalinówka i Pielgrzymów.
Informacje o zbiorniku:
- powierzchnia całkowita 1394 ha
- objętość całkowita 700 mln m³
- długość zapór składowiska 14,3 km
- wysokość zapór 20~45 m
- objętość wody zgromadzonej w akwenie 8 mln m³
- powierzchnia plaż 770 ha
- powierzchnia akwenu 624 ha
- głębokość maksymalna 2,5 m (wody w stawie nadosadowym)

Składowisko dysponuje możliwościami rozwoju pojemności do ponad 1,1 mld m³. Zbiornik jest wciąż powiększany. 3 listopada 2021 roku została oficjalnie otwarta nowa Kwatera Południowa Żelaznego Mostu, która zwiększyła pojemność zbiornika z dotychczasowych 780 mln m³ do 950 mln m³ odpadów. Bez rozbudowy Żelazny Most wypełniłby się w roku 2023. 